# Van C. Mow
Van C. Mow (Chinês tradicional: 毛昭憲; 10 de janeiro de 1939) é um bioengenheiro estadunidense nascido na China.
Recebeu a Medalha ASME de 2014.